# Atherton (Grande Manchester)
Atherton è una località di 19.859 abitanti della contea della Grande Manchester, in Inghilterra, già comune fino al 1974.